# مزیت پیشتازی
در استراتژی بازاریابی، مزیت پیشتازی، مزیت پیشگام بودن، یا مزیت پیشرو بودن (به انگلیسی: first-mover advantage سرواژه:FMA) مزیت رقابتی است که توسط «اولین پیشتازان» مهم یک بخش از بازار به دست می‌آید. مزیت پیشتازی به یک شرکت یا بنگاه امکان می‌دهد تا عواملی همانند آگاهی برند، وفاداری مشتری و خرید منابع مهم برای یک بنگاه سریعتر از سایر رقبا ایجاد شود.
اولین پیشتازان در یک صنعت خاص تقریباً همیشه توسط رقبایی دنبال می‌شوند که در تلاش هستند تا از موفقیت اولین پیشتازان سودی کسب کنند. رقبایی که دارای مزیت پیشتازی نیستند به دنبال به دست آوردن سهمی از بازار خواهند بود. با این حال، در بیشتر مواقع، اولین‌ها پیشتازان سهم بازار تثبیت شده‌ای به دلیل وجود پایگاه مشتری وفادار خود خواهند بود.

## مکانیسم‌هایی که منجر به مزیت پیشتازی می‌شوند
سه منبع اصلی مزیت پیشتازی عبارتند از پیشتازی در فناوری، کنترل منابع و هزینه‌های تغییر خریدار.

## معایب مزیت پیشتازی
داشتن مزیت پیشتازی در مواردی می‌تواند منفی باشد. در برخی موارد ممکن است محصولاتی که برای اولین بار وارد بازار می‌شوند موفق نشوند و کیفیت یا کمیت محصولات ممکن است قربانی مزیت پیشتازی شده باشند.